# 渋谷区立松濤美術館
渋谷区立松濤美術館 （しぶやくりつしょうとうびじゅつかん） は、東京都渋谷区松濤二丁目にある美術館。企画展を中心に渋谷区に関連する公募展、絵画展のほか、音楽会や美術教室なども行われている。2010年3月まで、2階にある喫茶室「サロン・ミューゼ」では、ソファに座って文字通りに展示を眺めながら軽食をとることもできた。
建物の設計は白井晟一研究所、施工は竹中工務店。紅味を帯びた韓国産の花崗岩（紅雲石）の外壁にブロンズ製のグリルと化粧垂木、銅板葺きの屋根からなる。建物中央に噴水のある外部吹抜を展示室が円形に囲む。区立としては標準単価のほぼ倍の予算が認められた。

## 利用情報
- 開館時間 - 特別展：10時〜18時（金曜のみ～19時まで）　2～3月：9時～17時　最終入館は閉館30分前まで
- 休館日 - 月曜日（祝休日除く）、祝休日の翌日（土・日曜日を除く）、年末年始、陳列替え期間中

## 交通アクセス
- 渋谷駅から徒歩約15分、神泉駅から徒歩約5分。

## 関連文献
- 渋谷区立松濤美術館『渋谷区立松濤美術館30年のあゆみ : 昭和56年-平成23年』渋谷区立松濤美術館、2011年。

## 主な関係者

### 副館長
- 光田由里 - 副館長(1989年～2014年)
- 飯田高誉 - 副館長(2022年～2023年)